# Mhaswad
Mhaswad, est une ville et un conseil municipal du district de Satara dans l'État indien du Maharashtra. Lors du recensement de l'Inde de 2011, sa population s'élève à 39 495 habitants.